# Schalidomitra ambages
Schalidomitra ambages är en fjärilsart som beskrevs av Embrik Strand 1911. Schalidomitra ambages ingår i släktet Schalidomitra och familjen nattflyn. Inga underarter finns listade.